# Thomas Heimgartner

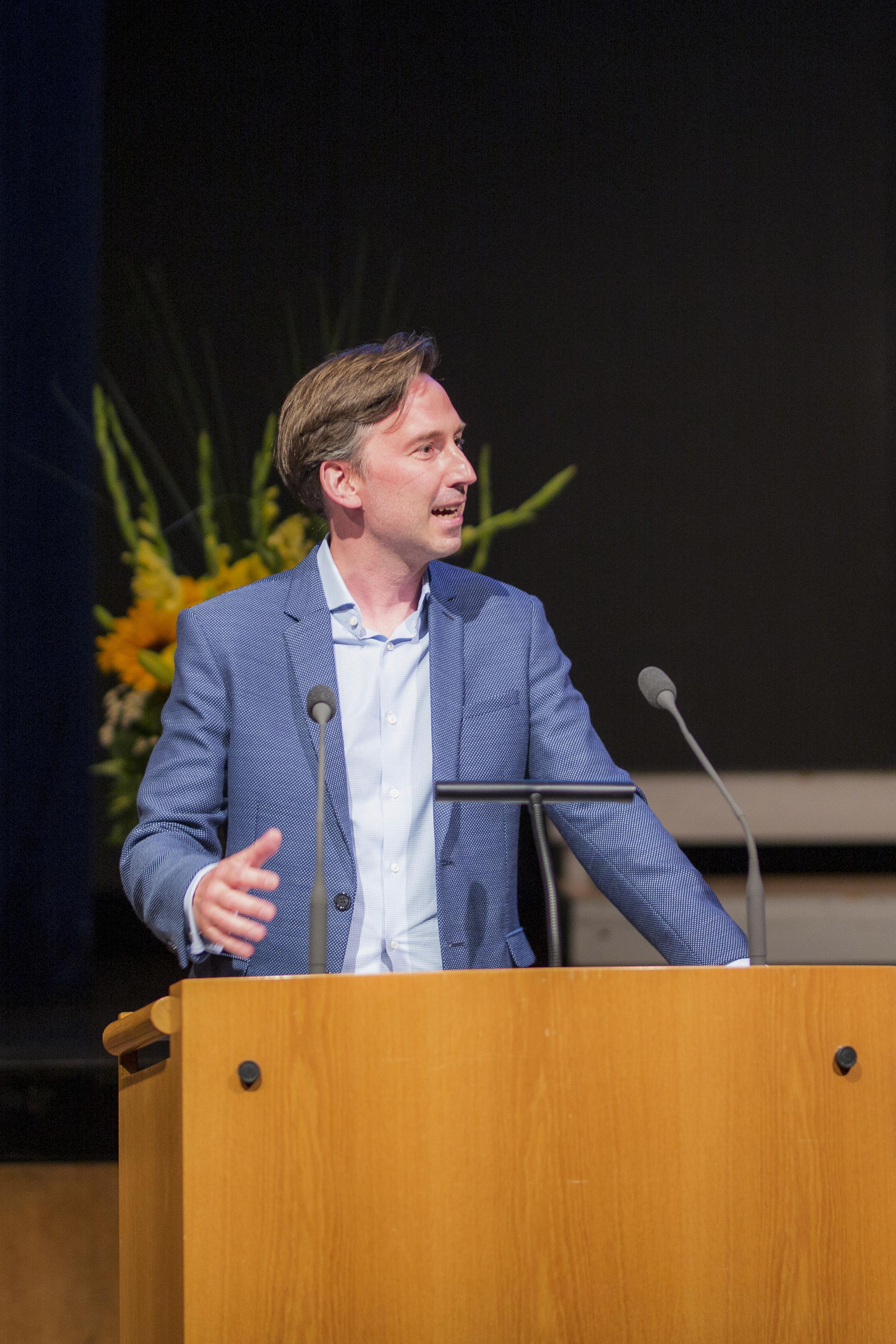
Thomas Heimgartner (2021)

Thomas Heimgartner (* 11. März 1975 in Zug) ist ein schweizerisch-österreichischer Lehrer, Autor, Journalist und Literaturvermittler.

## Leben
Thomas Heimgartner wuchs im Kanton Zug auf. Nach der Matura an der Kantonsschule Zug studierte er Germanistik, Anglistik und Komparatistik an der Universität Zürich. Er veröffentlicht seit 1993 literarische und journalistische Texte in Zeitschriften, Zeitungen und in Buchform. Heimgartner ist seit 2006 Vorstandsmitglied der Literarischen Gesellschaft Zug und moderiert regelmässig literarische Veranstaltungen.
Thomas Heimgartner ist Mitglied des Verbandes Autorinnen und Autoren der Schweiz sowie des Innerschweizer Schriftstellerinnen- und Schriftstellervereins (ISSV). Er lebt mit seiner Familie in Luzern und arbeitet hauptberuflich als Gymnasiallehrer für Deutsch. Heimgartner ist schweizerisch-österreichischer Doppelbürger.

## Werke (Auswahl)

### Prosa
- Nemesis. Novelle. Books on Demand, Norderstedt 2000, ISBN 978-3-8311-1002-5.
- Stimmübung. Erzählung und Anleitung. Books on Demand, Norderstedt 2010, ISBN 978-3-8423-3376-5.
- Kaiser ruft nach. Nekrovelle. edition pudelundpinscher, Wädenswil 2019, ISBN 978-3-906061-17-7.
- Koenigs Weg. Ein Korrektionsroman. edition pudelundpinscher, Linescio 2023, ISBN 978-3-906061-33-7.
- Ping. Ein Zweiseitenspiel. edition bücherlese, Luzern 2025, ISBN 978-3-03981-010-9.

### Herausgeberschaft
- 45 Minuten. Junge Literatur aus Zug. edition pudelundpinscher, Wädenswil 2020, ISBN 978-3-906061-22-1.

## Auszeichnungen
- Preis der Zentralschweizer Literaturförderung 2024